# Vađrajana
Riječ vađrajana sastoji se od dviju riječi: vađra što znači "neuništivo" i jana što znači "vozilo". 

## Mahamudra
U kontekstu Mahamudre, praksa i sveti spisi se nazivaju vađrajana, da bi se označila unija metode i razumijevanja. U toj praksi, psihološke veze rabe se kako bi se stvorilo razumijevanje budističke praznine.:3